# Ignacio Camuñas Solís
Ignacio Camuñas Solís (Madrid, 1 de septiembre de 1940) es un político y editor español. Licenciado en Derecho por la Universidad Complutense de Madrid y en Derecho comparado por la Universidad de Estrasburgo, exministro del Gobierno de España, es diplomático de profesión. Desde que pidió la excedencia ha desempeñado en distintos momentos actividades de carácter editorial en distintas empresas culturales de España.

## Biografía
Fue director y consejero delegado del grupo editorial Guadiana de Publicaciones, editor de la revista mensual Gentleman. 
Durante la transición democrática, participó en la creación de Unión de Centro Democrático (UCD) en 1977, con el Partido Demócrata Popular (PDP) del que fue fundador y secretario general, adscrito a la Plataforma de Convergencia Democrática, formando el ala liberal de la UCD. El PDP fue el único representante español en el Congreso Europeo de Partidos Liberales celebrado en La Haya, en 1976. 
Diputado de la UCD desde 1977 (ocupó el puesto 7 en la candidatura al Congreso de los Diputados por Madrid), ministro adjunto para las Relaciones con las Cortes, presidente de la Comisión de Asuntos Exteriores del Congreso de los Diputados y presidente de la Comisión Mixta Cortes Españolas-Parlamento Europeo.
En 1980 en la vigésimo octava edición del Club Bilderberg, celebrada en Bad Aachen, en la Alemania occidental, los días 18, 19 y 20 de abril, fue el único representante español presente.
Ha sido miembro del Comité Ejecutivo de la Internacional Liberal y vicepresidente de la citada organización.
Fue secretario general de la Comisión Española de la Unesco y consejero del director general de la organización. Asimismo ha formado parte en distintas ocasiones de la Delegación española en la Organización de las Naciones Unidas (ONU).
Fue presidente del Centro de Fundaciones y, años más tarde, presidente de la Asociación Española de Fundaciones; actualmente preside el Foro de la Sociedad Civil. Posee la Gran Cruz de Carlos III.
El 16 de enero de 2014 presentó el nuevo partido político VOX junto con otros exmilitantes de la UCD y del Partido Popular. Posteriormente fue elegido vicepresidente de VOX; sin embargo, en septiembre de ese mismo año anunció que abandonaba su militancia.
En 2018 expresó su discrepancia con la extremadamente agresiva política de confrontación desarrollada por el nuevo PP de Pablo Casado hacia el PSOE ya que, a su entender, la gravedad de la situación creada en España por el secesionismo catalán hace ineludible "rescatar" al PSOE para alcanzar una entente de partidos constitucionales, escenario que se aleja peligrosamente con la nueva estrategia de oposición del PP en modo fuego a discreción.